# 히라타 유카
히라타 유카(일본어: 平田 裕香 ひらた ゆか[*], 1983년 9월 15일 ~ )는 일본의 배우, 일본의 성우, 탤런트, 그라비아 아이돌이다.
삿포로시에서 태어났다.

## 영화
- 노·조·키·아·나 (2013년) - 테라카도 마키코 역
- 전국소녀 ~핑크빛 패러독스 (2011년) - 다테 마사무네 목소리 역
- 파워 레인저 극장판 - 엔진 포스 VS 와일드 스피릿 (2009년) - 메레 역
- 수권전대 게키렌자 대 보우켄자 (2008년)
- 수권전대 게키렌자 - 시리즈 (2007년)